# إسحاق توماس
إسحاق توماس (بالإنجليزية: Isaac Thomas)‏ هو محامي وسياسي أمريكي، ولد في 4 نوفمبر 1784 في الولايات المتحدة، وتوفي في 2 فبراير 1859 في نفس البلد. حزبياً، نشط في الحزب الجمهوري الديمقراطي. وقد انتخب عضو مجلس النواب الأمريكي.